# Japan Ice Hockey League 1971/72
Die Saison 1971/72 war die sechste Spielzeit der Japan Ice Hockey League, der höchsten japanischen Eishockeyspielklasse. Meister wurden zum insgesamt zweiten Mal in der Vereinsgeschichte die Seibu Prince Rabbits. Topscorer mit 29 Punkten wurde Hitoshi Wakabayashi von Meister Seibu Prince Rabbits.  

## Modus
In der Regulären Saison absolvierte jede der fünf Mannschaften insgesamt acht Spiele. Der Erstplatzierte nach der Regulären Saison wurde Meister. Für einen Sieg erhielt jede Mannschaft zwei Punkte, bei einem Unentschieden einen Punkt und bei einer Niederlage null Punkte.

## Reguläre Saison

### Tabelle
|    | Team                     | GP | W | L | T | GF | GA | Pts |
| -- | ------------------------ | -- | - | - | - | -- | -- | --- |
| 1. | Seibu Prince Rabbits     | 8  | 8 | 0 | 0 | 76 | 14 | 16  |
| 2. | Ōji Eagles               | 8  | 6 | 2 | 0 | 56 | 25 | 12  |
| 3. | Iwakura Ice Hockey Club  | 8  | 4 | 4 | 0 | 39 | 36 | 8   |
| 4. | Furukawa Ice Hockey Club | 8  | 2 | 6 | 0 | 24 | 69 | 4   |
| 5. | Fukutoku Ice Hockey Club | 8  | 0 | 8 | 0 | 15 | 66 | 0   |

GP = Spiele, W = Siege, L = Niederlagen, T = Unentschieden

### Toptorschützen
|    | Spieler             | Team  | Tore |
| -- | ------------------- | ----- | ---- |
| 1. | Hitoshi Wakabayashi | Seibu | 19   |
| 2. | Hideaki Kurokawa    | Ōji   | 11   |
| 3. | Osamu Wakabayashi   | Seibu | 10   |
| 4. | Yasushin Tanaka     | Seibu | 9    |
| 4. | Yoshiaki Kyoya      | Ōji   | 9    |

## Auszeichnungen
- Most Valuable Player – Hitoshi Wakabayashi, Seibu Prince Rabbits

## All-Star-Team
| Tor          | Minoru Misawa (Seibu)       | Minoru Misawa (Seibu)       | Minoru Misawa (Seibu)   | Minoru Misawa (Seibu)   | Minoru Misawa (Seibu)   | Minoru Misawa (Seibu)   |
| Verteidigung | T. Eomary (Seibu)           | T. Eomary (Seibu)           | T. Eomary (Seibu)       | Fumio Yamazaki (Seibu)  | Fumio Yamazaki (Seibu)  | Fumio Yamazaki (Seibu)  |
| Sturm        | Hitoshi Wakabayashi (Seibu) | Hitoshi Wakabayashi (Seibu) | Yasushin Tanaka (Seibu) | Yasushin Tanaka (Seibu) | Tsutomu Hanzawa (Seibu) | Tsutomu Hanzawa (Seibu) |